# Edward Allman-Smith
Edward Percival „Percy” Allman-Smith (Balbriggan, Nagy-Britannia és Írország Egyesült Királysága, 1886. november 3. – Islington, Nagy-London, Egyesült Királyság, 1969. november 17.) olimpiai ezüstérmes ír gyeplabdázó.
A londoni 1908. évi nyári olimpiai játékokon indult, mint gyeplabdázó. Ezen az olimpián négy brit csapat is indult, de mindegyik külön nemzetnek számított. Ő az ír válogatott tagja volt, ami akkoriban az Egyesült Királyság része volt Nagy-Britannia és Írország Egyesült Királysága néven.
A dublini Trinity College-on szerzett orvosi diplomát. 1912-ben csatlakozatt a brit haderőkhöz és az orvosi egységben szolgált egészen 1949-ig és az első világháborúban, valamint a második világháborúban is részt vett. A rendfokozata dandártábornok volt.